# Dispozitiv 0068
Dispozitiv 0068 este un film românesc din 2015 regizat de Radu Bărbulescu. Rolurile principale au fost interpretate de actorii Toma Cuzin, Tatiana Iekel, Adina Lucaciu.

## Distribuție
Distribuția filmului este alcătuită din:
- Iulia Verdeș — voce iubita lunetistului
- Adriana Lucaciu — Infirmiera
- Cuzin Toma — Lunetistul
- Tatiana Iekel — Bătrâna